# Bathytyphlops marionae
Bathytyphlops marionae is een straalvinnige vissensoort uit de familie van netoogvissen (Ipnopidae). De wetenschappelijke naam van de soort is voor het eerst geldig gepubliceerd in 1958 door Mead.